# Domenicus van Tol

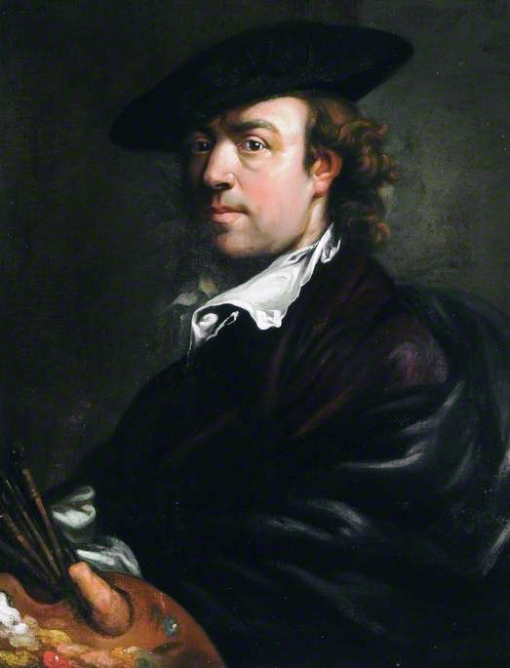
Zelfportret (1660-1670)

Domenicus of Dominicus van Tol (Bodegraven, ca. 1635 - Leiden, 1676) was een Nederlands kunstschilder uit de periode van de Gouden Eeuw. Hij vervaardigde genrestukken en portretten.
Van Tol was een neef (oomzegger), leerling en navolger van Gerrit Dou en wordt gerekend tot de kring van de 'Leidse fijnschilders'. Hij werkte in de stijl en thematiek van zijn leermeester en kopieerde een aantal van diens werken. Elementen uit werk van Dou (en andere Leidse fijnschilders) integreerde hij in zijn eigen werken, zoals het afbeelden van figuren onder een nisvormige stenen boog en het toepassen van de clair-obscurtechniek. Hij was hierin zo bedreven dat zijn werk soms werd verward met dat van Dou zelf. Zijn techniek werd  als zodanig gekenschetst dat zijn werk door sommigen zelfs hoger werd aangeslagen dan dat van de uiterst precies werkende Dou.
Van Tol was in Leiden werkzaam vanaf omstreeks 1664, het jaar waarin hij zich inschreef bij het plaatselijke Sint-Lucasgilde. In 1670 ging hij in ondertrouw met de Leidse Maria Pollion, waarna het paar verhuisde naar Utrecht. Van 1672 tot 1675 verbleven zij in Amsterdam en kregen een zoon, Simon Petrus van Tol, die predikant zou worden. Vervolgens keerden ze terug naar Leiden. Van Tol overleed het jaar daarop en werd begraven op 26 december 1676.

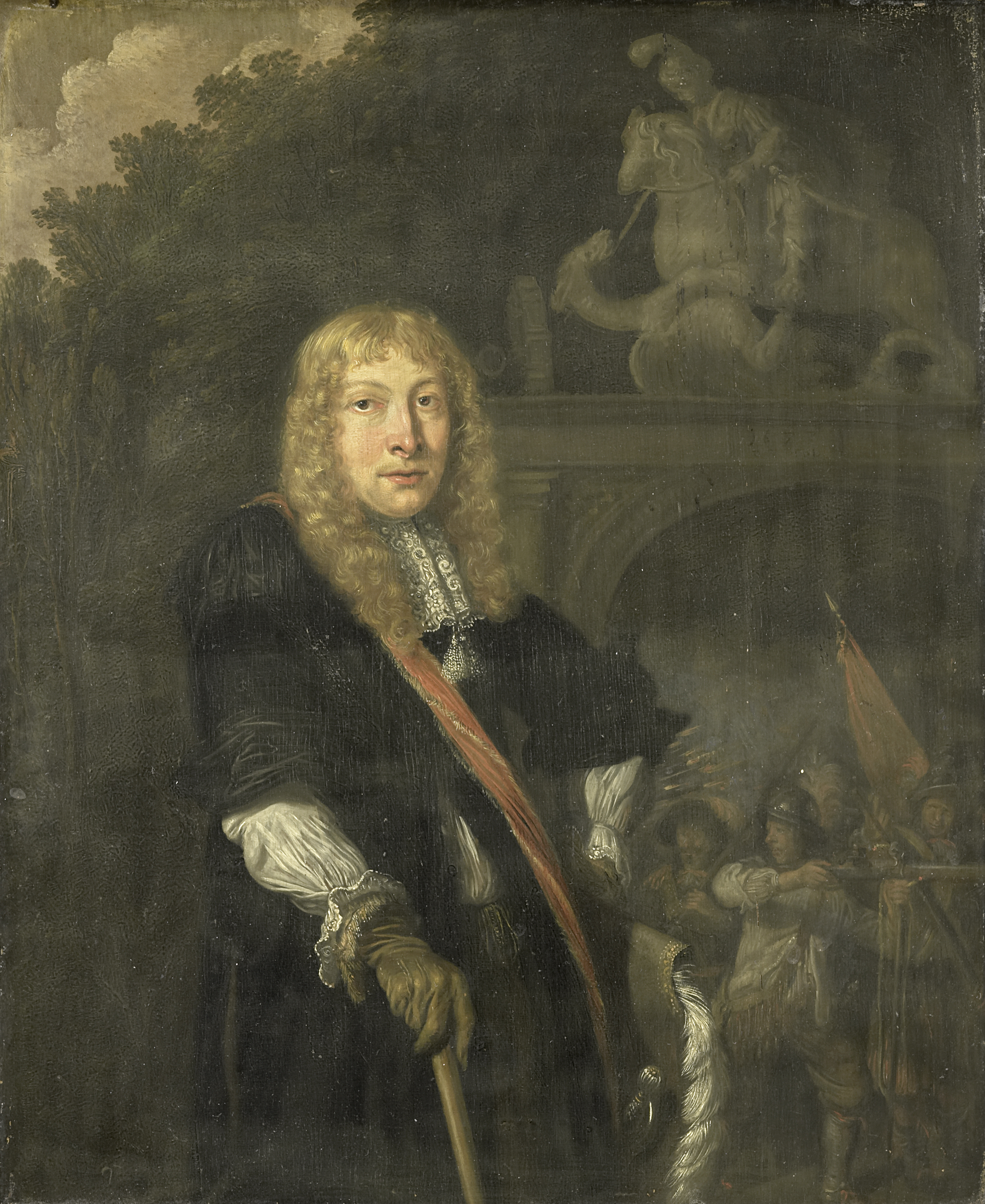
Officier van de Leidse schutterij voor de poort van de Sint-Jorisdoelen
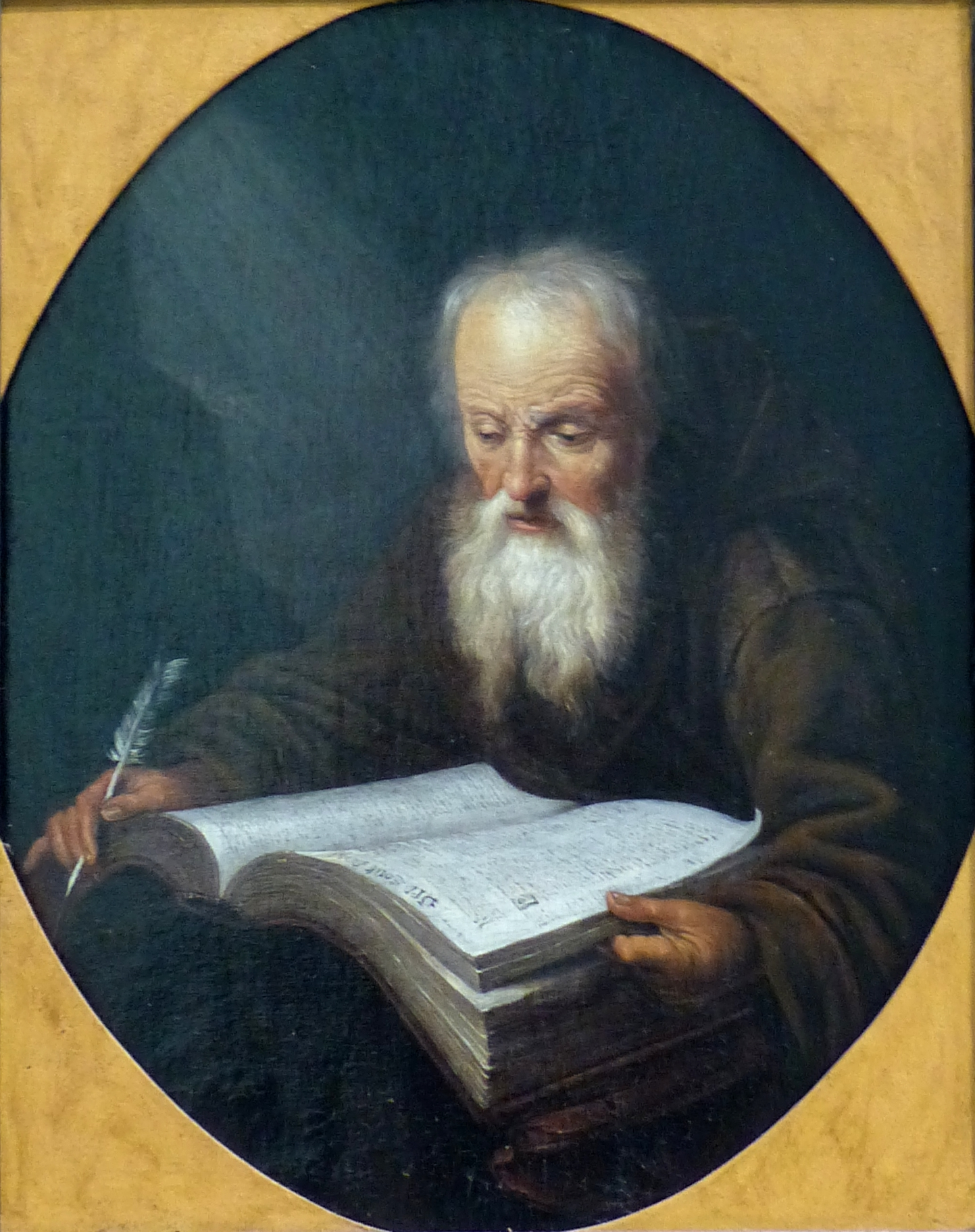
Lezende monnik met een veer in zijn hand
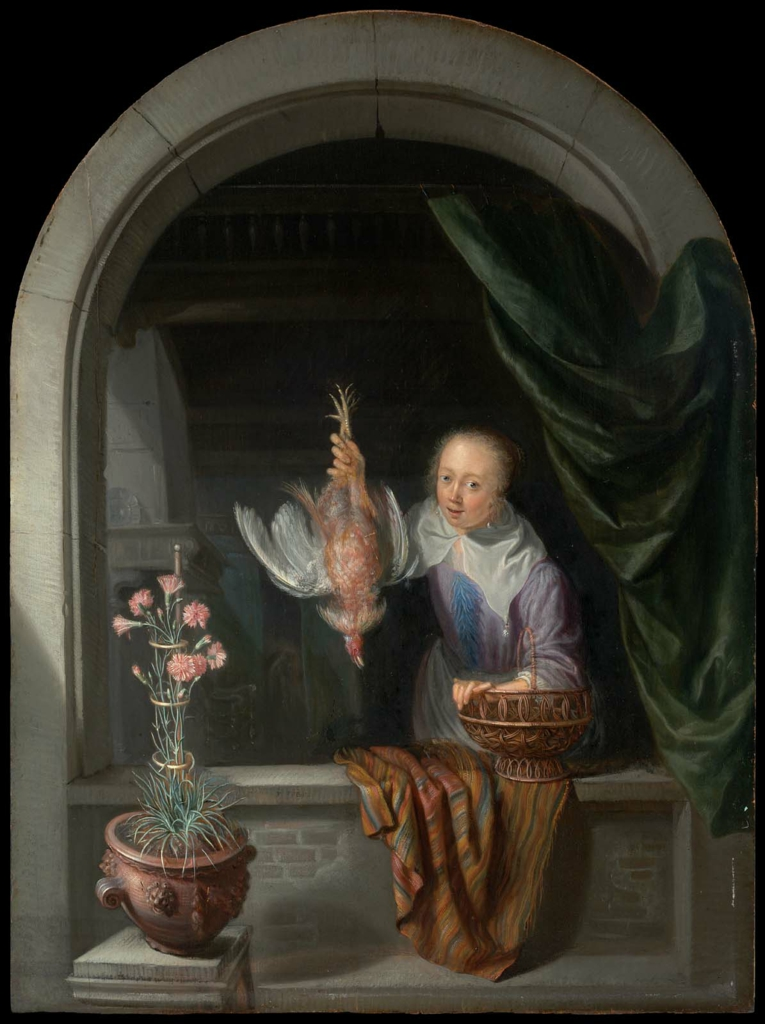
Vrouw in een raam met een dood hoen
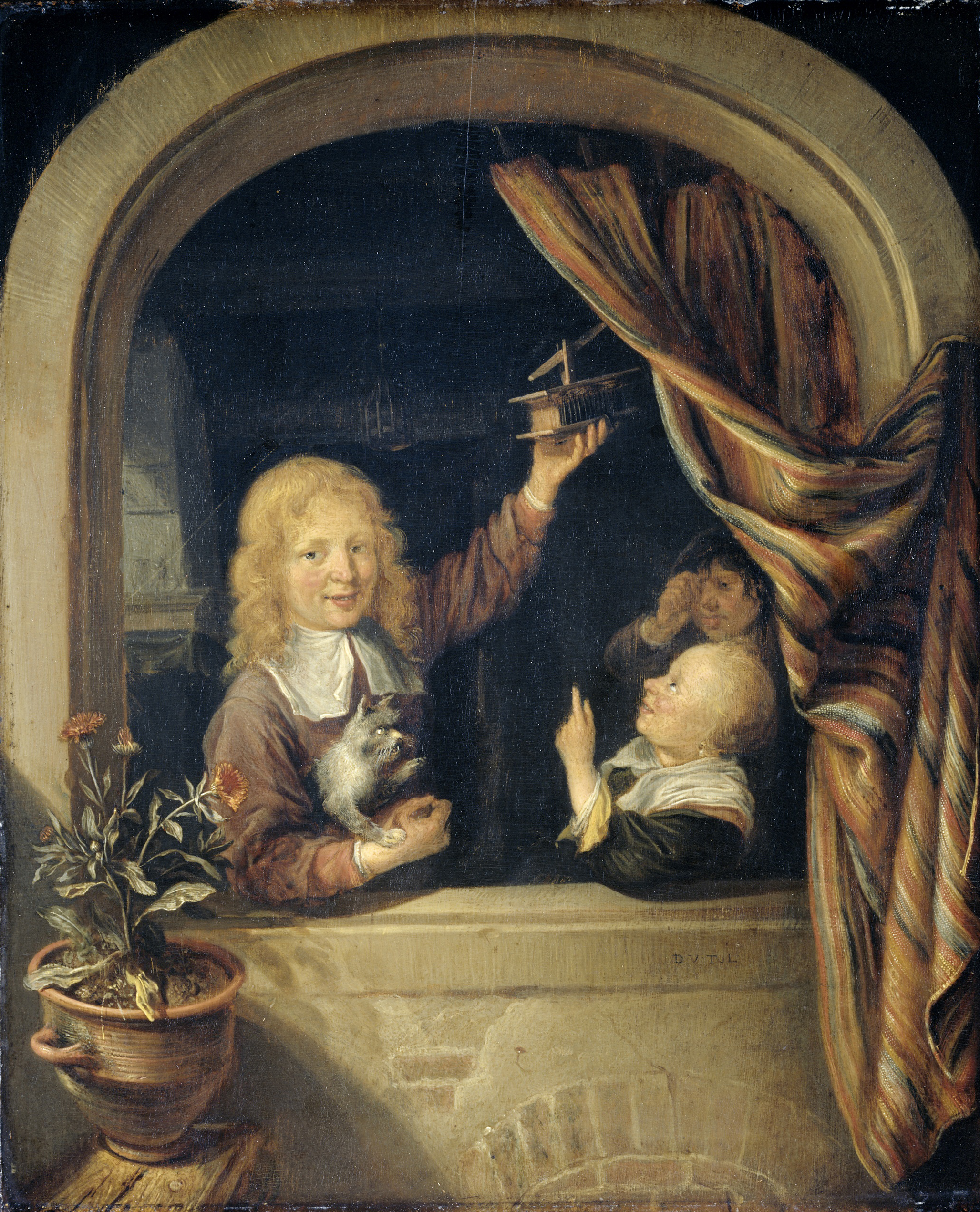
Kinderen met een muizenval